# Louise Swenson

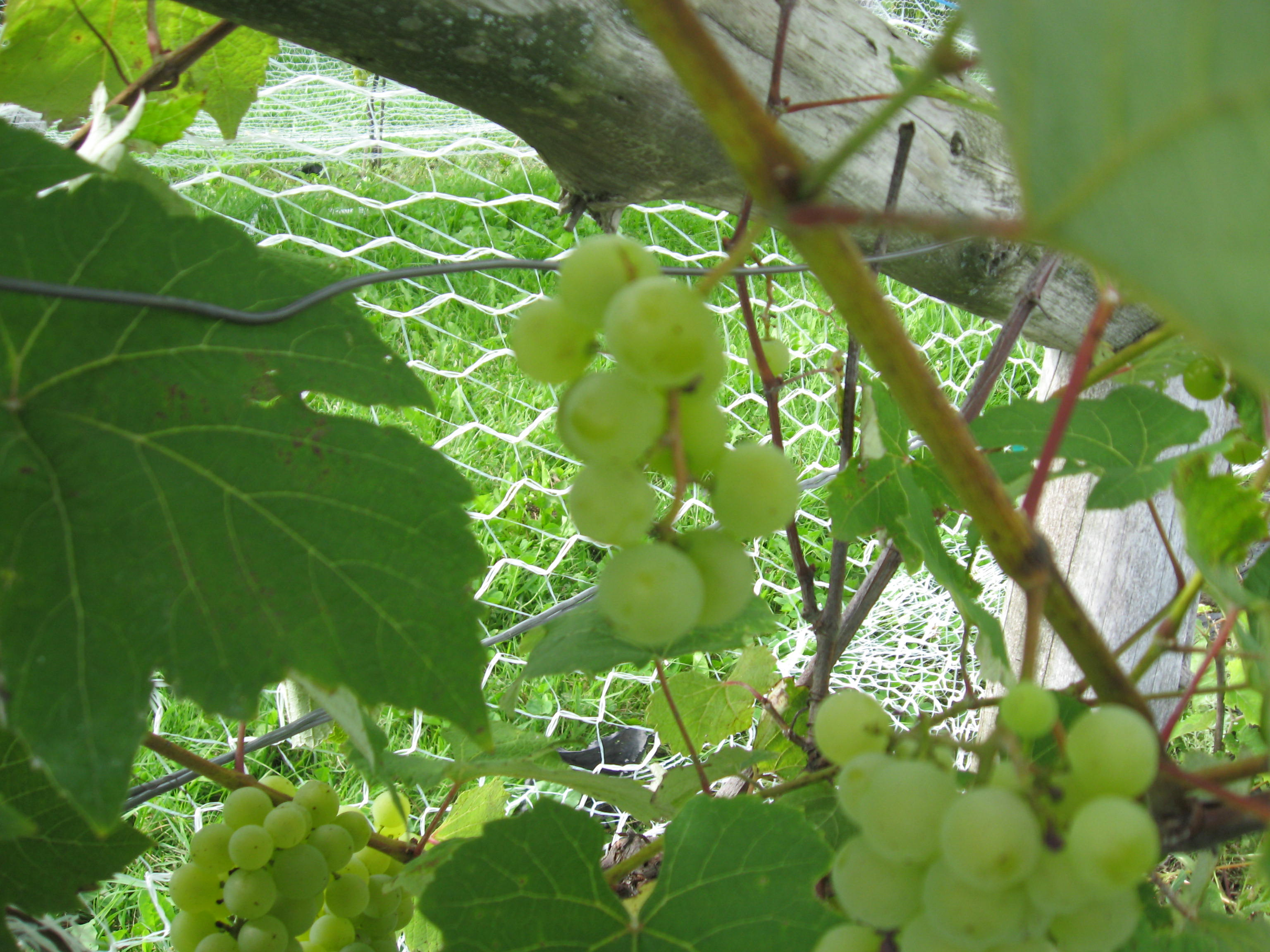
Cépage Louise Swenson au début septembre

Le Louise Swenson est un cépage hybride de raisin blanc, créé par l'hybrideur Elmer Swenson en l'honneur de sa femme, dans l'État du Wisconsin aux États-Unis, en 1980, mais commercialisé en 2001. Il est également connu sous le nom de E.S. 4-8-33 (ES4833). Il s'agit d'un croisement entre le E.S. 2-3-17 et le Kay Gray. Ce cépage est reconnu pour sa forte tolérance au froid, alors qu'il peut survivre à des températures allant jusqu'à −36 °C,.